# ميغيل أوليفيرا
ميغيل أوليفيرا (25 مايو 1994 - ) هو لاعب كرة قدم برتغالي في مركز حراسة المرمى.

## وصلات خارجية
- ميغيل أوليفيرا على موقع قاعدة بيانات كرة القدم.إي يو (الإنجليزية)
- ميغيل أوليفيرا على موقع Soccerway.com (الإنجليزية)
- ميغيل أوليفيرا على موقع AS.com (الإسبانية)